# Martin Lauer
Pour les articles homonymes, voir Lauer.
Karl Martin Lauer, né le 2 janvier 1937 à Cologne et mort le 6 octobre 2019, est un athlète allemand pratiquant le 110 mètres haies et le décathlon.

## Biographie
Martin Lauer est le premier hurdler européen à courir, en 1956, le 110 mètres haies en moins de 14 secondes ; il bat d'ailleurs le record d'Europe de la spécialité à quatre reprises entre 1956 et 1959.
Il est champion d’Allemagne de l'Ouest du 110 mètres haies de 1956 à 1960 et du décathlon en 1956. 
Aux Jeux olympiques d’été de 1956, il termine quatrième du 110 mètres haies et cinquième au décathlon. Il devient quatre plus tard champion olympique avec le relais 4 x 100 mètres allemand.
Ensuite, Martin Lauer effectue une carrière de chanteur de schlager.

## Palmarès

### Jeux olympiques d'été
- Jeux Olympiques de 1960 à Rome
  -  Médaille d'or du relais 4 × 100 mètres

### Championnats d'Europe d'athlétisme
- Championnats d'Europe 1958
  -  Médaille d'or du 110 mètres haies

### Records du monde en athlétisme
- record du monde du relais 4 × 100 mètres avec l'Allemagne en 1958
- record du monde du relais 4 × 100 mètres avec l'Allemagne en 1959

### Distinction personnelle
Martin Lauer est élu personnalité sportive allemande de l'année en 1959.